# Ferrovia Stralsund-Sassnitz
La ferrovia Stralsund-Sassnitz è una linea ferroviaria tedesca, gestita dalla Deutsche Bahn.

## Caratteristiche

### Percorso
|  | Unknown route-map component "eABZg+r" | Unknown route-map component "exSTR+l" |

|  | Station on track | Unknown route-map component "exKBHFe" |

| Unknown route-map component "eABZgl" |

| Unknown route-map component "ABZgr" |

| Unknown route-map component "ABZg+r" |

| Station on track |

| Unknown route-map component "hKRZWae" |

| Non-passenger station/depot on track |

| Unknown route-map component "hKRZWae" |

| Station on track |

| Unknown route-map component "eABZgr" |

| Stop on track |

| Station on track |

| Stop on track |

| Unknown route-map component "ABZg+r" |

|  | Station on track | Unknown route-map component "exKBHFa" |

|  | Straight track | Unknown route-map component "exSTRl" |

| Station on track |

| Unknown route-map component "ABZgr" |

| Unknown route-map component "STR+l" | Unknown route-map component "ABZgr" |  |

| Non-passenger station/depot on track | Straight track |  |

| 2,8  |
| -0,9 |

| Non-passenger station/depot on track | Straight track |  |

| Train travel on the ship | Straight track |  |

| Stop on track |

| Station on track |

| Unknown route-map component "exSTR+l" | Unknown route-map component "eABZg+r" |  |

| Unknown route-map component "exSTR" | End station |  |

| Unknown route-map component "exBHF" |

| Unknown route-map component "exTRAJEKT" |